# カナダ国立研究機構
カナダ国立研究機構（カナダこくりつけんきゅうきこう、英語：National Research Council Canada、略称：NRC、仏語：Conseil national de recherches Canada、略称：CNRC）は、科学技術の研究開発を専門とするカナダ政府の主要な国家機関である。 カナダ最大の研究開発組織である。イノベーション・科学経済開発省の所管であり、イノベーション・科学・経済開発大臣（2025年に発足したマーク・カーニー内閣ではアニタ・アナンド）が所管大臣である。

## 関係の深い機関・組織
カナダ国立研究機構が傘下に持つ関係組織には以下のものがある。
- カナダ宇宙庁
- カナダ防衛研究開発庁（Defence Research and Development Canada）
- カナダ原子力公社
- カナダ健康研究所（Canadian Institutes of Health Research）
- カナダ通信セキュリティー確立庁（Communications Security Establishment）
- 自然科学工学研究委員会（Natural Sciences and Engineering Research Council）